# 貧困の女性化
貧困の女性化（ひんこんのじょせいか、英語: Feminization of poverty）とは、貧困における男女格差の拡大が原因で、男女間の生活水準の不平等が拡大する傾向を指す。
この現象は、より低い社会経済的地位のコミュニティ内で、同じ社会経済的地位にある男性と比較して、女性と子供が不平等に扱われている程度に大きく関係している。貧困の女性化の原因には、家族や家庭の構造、雇用、性的暴力、教育、気候変動、フェモノミクス（femonomics）、健康などがある。女性の伝統的な固定観念は、多くの文化に埋め込まれたままであり、多くの女性の収入を得る機会と地域社会への関与を制限している。基礎収入の低さと合わせて、貧困の再生産、したがって世代を超えた問題として現れる可能性がある。
アントレプレナーシップは通常、貧困による喪失に対する万能薬と認識されている。この考えの支持者は、アントレプレナーシップにより、起業した街での職務設計、より高い収入、適正価格につながると主張している。一方で、多くの起業家により、地域市場を支える能力の低い企業が生み出されていると同意しない人もいる。
「貧困の女性化」という用語は、20世紀の終わり頃にアメリカ合衆国で生まれ、議論の対象となる国際的な現象としてよく知られるようになっている。一部の研究者は、これらの問題をアジア、アフリカ、ヨーロッパの一部の国で顕著であると説明している。これらの国の女性は通常、収入、雇用機会、身体的および精神的な支援を奪われており、貧困のリスクが最も高くなっている。貧困の女性化の程度は宗教グループ間でも異なり、それぞれの宗教の経典が性別の役割に焦点を当て、どれほど厳格に守られているかにもよる。
貧困の女性化は、ジェンダー関連の発達指標、ジェンダーエンパワーメント指標、人間貧困指数という主に3つの国際的な指標を使用して測定される。これらの指標は、金銭的または財政的な問題以外の問題である、ジェンダーの不平等や生活水準に焦点を当てており、人間の貧困と所得の貧困の違いを浮き彫りにしている。

## 歴史
「貧困の女性化」の概念は1970年代にさかのぼり、1990年代にいくつかの国連の文書を通じて普及した。アメリカ合衆国の貧困率の増加におけるジェンダーパターンに焦点を当てた研究が発表された後、主要な社会でよく知られるようになった。
貧困の女性化は、女性と男性の比較に基づく相対的な概念である。たとえば、貧困の女性化は、社会の貧困が男性の間で明らかに減少する一方、女性の間でわずかにしか減少しない場合などに言える。 

## 関連文献
- C APTURING WOMEN'S MULTIDIMENSIONAL EXPERIENCES OF EXTREME POVERTY

- Why many of the hungry are women

- Gentrification Is a Feminist Issue: The Intersection of Class, Race, Gender and Housing

- Allard, Scott W.; Danziger, Sheldon (January 2002). “Proximity and opportunity: how residence and race affect the employment of welfare recipients”. Housing Policy Debate 13 (4):  675–700. doi:10.1080/10511482.2002.9521461. Pdf.

Also as: Allard, Scott W.; Danziger, Sheldon (September 2001). Proximity and opportunity: how residence and race affect the employment of welfare recipients. National Poverty Center, University of Michigan
- Palmer, Phyllis (Fall 1983). “"The Racial Feminization of Poverty": women of color as portents of the future for all women”. Women's Studies Quarterly 11 (3):  4–6. JSTOR 40004218.
- Rowe, Audrey (Fall 1991). “The feminization of poverty: an issue for the 90's”. Yale Journal of Law and Feminism 4 (1):  73–79. Pdf.
- Starrels, Marjorie E.; Bould, Sally; Nicholas, Leon J. (December 1994). “The feminization of poverty in the United States: gender, race, ethnicity, and family factors”. Journal of Family Issues 15 (4):  590–607. doi:10.1177/019251394015004005. hdl:2027.42/67307.
- Snyder, Anastasia; McLaughlin, Diane K.; Findeis, Jill; Coleman, Alisha; Demi, Mary Ann (2005). Race, residence and family structure: race / ethnic differences in poverty among female-headed families. Population Research Institute